# Обергофмаршал
Обер-гофмаршал — придворний чин II класу в Табелі про ранги, введений в 1722 імператором Петром I. Його обов'язки див. Гофмаршал.